# Муаврон (коммуна)
Муавро́н (фр. Moivrons) — коммуна во французском департаменте Мёрт и Мозель, региона Лотарингия. Относится к  кантону Номени.

## География
Муаврон расположен в 16 км к северо-востоку от Нанси. Соседние коммуны: Жандленкур на севере, Аррей-эт-Ан и Ажонкур на северо-востоке, Виллер-ле-Муаврон на юге.

## Демография
Население коммуны на 2010 год составляло 461 человек.
| 1962 | 1968 | 1975 | 1982 | 1990 | 1999 | 2010 |
| ---- | ---- | ---- | ---- | ---- | ---- | ---- |
| 312  | 307  | 312  | 366  | 379  | 326  | 461  |

## Известные уроженцы

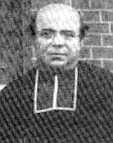
Жан-Баптист Вуарно.

- Жан-Баптист Вуарно (1844—1900) — католический священник, известный французский пчеловод, изобретатель кубического улья.